# Heckler & Koch VP70
Heckler & Koch VP70 je 9 mm poluautomatski pištolj kojega proizvodi njemački proizvođač oružja Heckler & Koch GmbH. VP označava Vollautomatischepistole (hrv: Potpuno automatski pištolj), a brojka 70 označava godinu prve serije: 1970. Bio je jedan od prvih pištolja kod kojeg je tijelo napravljeno od polimera, a ne nekog metala kao kod prijašnjih pištolja. Masa pištolja bez spremnika je 820 grama, što je manje od većine tadašnih pištolja. 